# Sacramentário Leonino
O Sacramentário de Verona (em latim: Sacramentarium Veronense) ou Sacramentário Leonino (Sacramentarium Leonianum) é o mais antigo livro litúrgico sobrevivente do rito romano. Não é um sacramentário em sentido estrito, mas sim uma coleção privada de libelli missarum (livretos de missal) contendo apenas as orações para certas missas e não as escrituras, o cânone ou as antífonas. Recebeu o nome do único manuscrito sobrevivente, Codex Veronensis LXXXV, encontrado na biblioteca do capítulo da catedral de Verona por Giuseppe Bianchini e publicado em seus quatro volumes Anastasii bibliothecarii vitae Romanorum pontificum em 1735. Às vezes é chamado de "Leonino" porque foi atribuído ao Papa Leão I (falecido em 461), mas embora algumas das orações possam ser composições suas, a obra inteira certamente não o é.

O Codex Veronensis LXXXV foi copiado no início do século VII fora de Roma, mas parte de seu material é claramente derivado de panfletos romanos ( libelli missarum) e data dos séculos V e VI. Seu conteúdo é organizado de acordo com o calendário civil, mas os três cadernos contendo o período de 1 de janeiro a 14 de abril foram perdidos. Portanto, não há nenhuma informação no livro litúrgico romano mais antigo sobre a Vigília Pascal.